# Nive
Nive er en lille landsby, bestående af meget få huse og Nive Mølle. Den ligger få km. sydvest for Nivå, og syd for Niverød, og opfattes som en del af Nivå.
Nive har lagt navn til Nive Å.
Lige i nærheden ligger bl.a. Karsemosegaard, der i dag huser Nivå-Kokkedal Fodboldklub. Det er i dag bl.a. et hjemsted for den lokale afdeling af Danmarks Civile Hundeførerforening.

## Nive Mølle
Nive Mølle er en tidligere vandmølle, der ligger ved Usserød Å. Tidligere husede Nive både en vandmølle, og en vejrmølle, der var opsat på den bakke, hvor Nivå Kirke ligger i dag. Nive Mølle anvendes i dag til erhvervsformål og har tidligere huset Nive Flisefabrik.